# Pierre-levée de Mavaux
La Pierre-levée de Mavaux est un dolmen situé sur le territoire de la commune de Neuville-de-Poitou, dans le département de la Vienne.

## Protection
L'édifice est classé au titre des monuments historiques par la liste de 1900.

## Caractéristiques
Le dolmen est constitué de massives dalles de grès. La table de couverture mesure 7,50 m de long sur 4 m de large. La chambre est délimitée par neuf orthostates. D'autres blocs sont visibles à l'ouest de l'édifice. Il s'agirait d'un dolmen de type angevin, les orthostates situés à l'extrémité est correspondraient alors aux vestiges du portique. 
Aucun matériel archéologique associé n'est connu mais l'édifice aurait été fouillé vers 1755 par l'historien poitevin Thibaudeau. Il a fait l'objet depuis de nombreuses fouilles clandestines. 
En 1839, Mangon de la Lande signale un second dolmen à côté du premier, lui-même construit avec des dalles de grès, dans la chambre duquel il aurait découvert des ossements d'animaux. Cette découverte demeure douteuse car Mangon de la Lande associe cette découverte à des sacrifices offerts à la divinité.
Plusieurs autres mégalithes sont signalés aux alentours fin XVIIIe siècle et dans le premier quart du XIXe siècle mais il pourrait s'agir de simples blocs naturels récupérés par la suite pour faire des pavés.